# André Vlayen
André Vlayen (* 17. März 1931 in Herselt, Flandern; † 20. Februar 2017 ebenda) war ein belgischer Radrennfahrer.
1950 belegte André Vlayen in der Gesamtwertung der Belgien-Rundfahrt der Amateure den zweiten Platz. 1952 wurde er Profi, 1954 gewann er die Tour de l’Ouest, 1956 die Gesamtwertung der Belgien-Rundfahrt und 1958 Quer durch Flandern sowie den Grand Prix Stan Ockers und die Trois Jours d’Anvers. 1956 belegte er den dritten Platz beim Wallonischen Pfeil. 1956 und 1957 wurde er Belgischer Straßenmeister. 1956 nahm er an den UCI-Straßen-Weltmeisterschaften teil und wurde Elfter. 1961 siegte er im Omloop der Vlaamse Gewesten.
Ab 1959 blieben die Erfolge für Vlayen zunehmend aus, so dass er 1962 seine Laufbahn beendete. Bis zu seiner Pensionierung arbeitete er für die Gemeindeverwaltung von Merksem.

## Weblink
- André Vlayen in der Datenbank von Radsportseiten.com